# Economía de Chipre
La zona de la República de Chipre bajo el control del gobierno tiene una economía de mercado dominada por el sector de servicios, que equivale a 4/5 del PIB. Los sectores de turismo, gestión financiera y patrimonial son los más importantes. La variación de las tasas de crecimiento durante la década pasada reflejan la dependencia económica del turismo, actividad cuya rentabilidad varía debido a la inestabilidad política de la región y las condiciones económicas de la Europa Occidental.
Chipre ingresó en el Mecanismo de tipos de cambio de la Unión Europea en mayo de 2005 y adoptó la  Europea como su moneda el 1 de enero de 2008. Un agresivo programa de austeridad en años anteriores permitió la adopción de la moneda única, y ayudó a reducir un déficit de 6,3% el 2003 para un superávit de 1,2% el 2008, y reducir la inflación a 4,7% al año.

## Corralito chipriota
El 26 de junio de 2012, el gobierno de Chipre pidió ayuda financiera a la Unión Europea para sanear su sistema bancario, conocida popularmente como rescate.
Las condiciones de iniciales de dicho rescate consistieron en una ayuda de 10 000 €, a cambio de un impuesto extraordinario del 9,9% para depósitos de más de 100 000 € y del 6,75 para depósitos inferiores, con lo que se pretendía recaudar 5800 millones más; además de un aumento del impuesto de sociedades del 10% al 12,5%.
El 16 de marzo de 2013 se produjo un bloqueo de las cuentas corrientes de los chipriotas, popularmente conocido como corralito, con el objetivo de recaudar 5800 millones de euros a través de una quita a los depósitos bancarios para pagar el rescate europeo.

## Datos económicos básicos 2015
- PIB - Producto Interior Bruto: 18.000 millones de €.
- PIB Paridad de poder adquisitivo: 19.061 millones de €.
- PIB Paridad del poder adquisitivo - Per cápita: 24.100  €
- Inflación media anual (nov 2015): 0,2%.
- Deuda externa aprox. (2016): 20.000 millones de $ USA.
- Importaciones: 25.180 millones de €.
- Principales países proveedores: Grecia, Italia y Reino Unido.
- Exportaciones (2015): 2000 millones de €.
- Principales países clientes: Grecia, Reino Unido y Alemania.
- Tasa de desempleo (2015): 5,0%.

Estructura del PIB en 2015:
Distribución por sectores económicos del PIB total:
Agricultura, Silvicultura y Pesca: 4%.
Industria: 20,5%.
Industrias manufactureras y minería: N.D..
Servicios y construcción: 75,7%.